# Lista de jornais da Turquia
Esta é uma lista de jornais da Turquia.

## Jornais nacionais (em turco)
| Nome             | Página                             | Notas                                    | Vendas (em abril de 2009) |
| ---------------- | ---------------------------------- | ---------------------------------------- | ------------------------- |
| Akşam            | http://www.aksam.com.tr/           | (noturno)                                | 150 000                   |
| Anadolu'da Vakit | http://www.vakit.com.tr/           | [ligação inativa]                        | 52 000                    |
| BirGün           | http://www.birgun.net/             | [ligação inativa]                        | 5 300                     |
| Bugün            | http://www.bugun.com.tr/           |                                          | 60 000                    |
| Cumhuriyet       | http://www.cumhuriyet.com.tr/      | [ligação inativa]                        | 65 0000                   |
| Dünya            | http://www.dunyagazetesi.com.tr/   | Economia[ligação inativa]                | 2 100                     |
| Efsane Fotospor  | http://efsanefotospor.com/         | Esportes                                 | 39 000                    |
| Evrensel         | http://www.evrensel.net/           | [ligação inativa]                        | 5 500                     |
| Fanatik          | http://www.fanatik.com.tr/         | Esportes[ligação inativa]                | 185 000                   |
| Fotogol          | http://www.fotogol.com.tr/         | Esportes[ligação inativa]                | 35 000                    |
| Güneş            | http://www.gunes.com.tr/           | [ligação inativa]                        | 129 000                   |
| Habertürk        | http://www.haberturk.com/          | [ligação inativa]                        | 300 000                   |
| Hürriyet         | http://www.hurriyet.com.tr/        | [ligação inativa]                        | 495 000                   |
| Hürses           |                                    |                                          | 2 200                     |
| Milli Gazete     | http://www.milligazete.com.tr/     | [ligação inativa]                        | 49 000                    |
| Milliyet         | http://www.milliyet.com.tr/        |                                          | 205 000                   |
| Ortadoğu         | http://www.ortadogugazetesi.net/   | [ligação inativa]                        | 7 000                     |
| Önce Vatan       | http://www.oncevatan.com.tr/       |                                          | 5 500                     |
| Özgür Gündem     | http://www.gundemimiz.com/         |                                          |                           |
| Pas-Fotomaç      | http://www.fotomac.com.tr/         | Esportes[ligação inativa]                | 214 000                   |
| Posta            | http://www.posta-gazetesi.net/     |                                          | 520 000                   |
| Resmi Gazete     | http://rega.basbakanlik.gov.tr/    | A Gazeta Oficial                         |                           |
| Sabah            | http://www.sabah.com.tr/           | [ligação inativa]                        | 400 000                   |
| Sözcü            | http://www.sozcu.com.tr/           | [ligação inativa]                        | 131 000                   |
| Star             | http://www.stargazete.com/         | [ligação inativa]                        | 103 000                   |
| Şok              | http://www.gazetesok.com/          | [ligação inativa]                        | 50 000                    |
| Takvim           | http://www.takvim.com.tr/          | [ligação inativa]                        | 150 000                   |
| Taraf            | http://taraf.com.tr/               | [ligação inativa]                        | 42 000                    |
| Türkiye          | http://www.turkiyegazetesi.com/    | [ligação inativa]                        | 141 000                   |
| Vatan            | http://www.gazetevatan.com         | [ligação inativa]                        | 210 000                   |
| Yeni Asya        | http://www.yeniasya.com.tr/        | [ligação inativa]                        | 9 000                     |
| Yeni Asır        | http://www.yeniasir.com.tr/        | local[ligação inativa] da Região do Egeu | 39 000                    |
| Yeni Çağ         | http://www.yenicaggazetesi.com.tr/ | [ligação inativa]                        | 51 000                    |
| Yeni Mesaj       | http://www.yenimesaj.com.tr/       | [ligação inativa]                        | 5 300                     |
| Yeni Şafak       | http://www.yenisafak.com.tr/       |                                          | 103 000                   |
| Zaman            | http://www.zaman.com.tr/           | [ligação inativa]                        | 750 000                   |

## Jornais em outros idiomas
| Nome                                    | Página                                                                | Língua                        | Notas     | Vendas (em abril de 2009) |
| --------------------------------------- | --------------------------------------------------------------------- | ----------------------------- | --------- | ------------------------- |
| Agos                                    | http://www.agos.com.tr/                                               | armênio*                      | Semanal   |                           |
| Apoyevmatini                            |                                                                       | grego                         | [ 2 ]     |                           |
| Azadiya Welat                           | http://www.azadiyawelat.com                                           | curdo                         |           |                           |
| fethiyebay.com                          | https://web.archive.org/web/20090228094351/http://www.fethiyebay.com/ | inglês                        | quinzenal |                           |
| Hürriyet Daily News and Economic Review | http://www.hurriyetdailynews.com/                                     | inglês                        | diário    | 6 000                     |
| Şalom                                   | http://www.salom.com.tr/                                              | ladino*                       | Semanal   |                           |
| The New Anatolian                       | http://www.thenewanatolian.com/                                       | inglês                        | diário    |                           |
| Today's Zaman                           | http://www.todayszaman.com/                                           | inglês                        | diário    | 4 800                     |
|                                         |                                                                       | * Também tem páginas em turco |           |                           |

## Jornais locais
| Adana - Adana Yerel Haber - Başak Gazetesi - Bölge - Ekspres Gazetesi - Medya Yenigün - Yeni Adana - Yeni Gün Adeiamane - Adıyaman Haber - Çağdaş Gölbaşı Afioncaraquissar - Afyon Haber - Afyon Odak - Gazete Gerçek - Sandıklı Haber Amásia - Bilgi Gazetesi Ancara - Gazete Ankara Antália - Alanya - Akseki'nin Sesi - Antalya Antalya Today - Ayyıldız Toros - Demokrat Gazete - Haber Antalya - Kemer Gözcü - Manavgat Nehir Gazetesi - Yeni Alanya - Riviera News Belek, Side & Alanya news Aidim - Aydın Denge - Aydın Ses - Hedef Gazetesi - Mücadele Gazetesi Aydın Haberleri Balequessir - İlk Haber - Körfez'in Sesi Gazetesi Batmane - Batman Çağdaş - Batman Doğuş - Batman Express - Batman Gazetesi - Batman Haber Portalı - Batman Postası Baiburte - Yeşil Bayburt Gazetesi Bingol - Bingöl Gazetesi - Bingöl'ün Sesi Bolu - Bolu Express - Bolu Gündem - Bolu Olay - Bolu'nun Sesi - Bolu'da Yenihayat - Geredemiz - Yeni Ufuk Burdur - Burdurlu'nun Sesi - Hedef Gazetesi (https://web.archive.org/web/20111023052250/http://www.hedefgazetesi.net/) Bursa - Ağ Bursa - Bizim Bursa - Bursa Hakimiyet - Bursa Olay Gazetesi - İlk Haber - Ekohaber - Kent Gazetesi - Mudanya Online - Tuna Gazete - Yaşayan Bursa - Yeni Bursa | Chanacale - Ayvacık Gazetesi - Burası Çanakkale - Çanakkale Haber - Çanakkale Olay - Gazete Boğaz - Gelibolu - Lapseki Gazetesi Chanquere - Çankırı'nın Sesi Chorum - Çorum Haber - Çorum Dost Haber Denizli - Demokrasi Zemini - Denizli Haber - Denizlili Diarbaquir - Diyarbakır - Diyarbakır Söz - Güneydoğu Ekspres Düzce - Düzce Damla Gazetesi Edirne - Edirne Gazetesi - Edirne'nin Sesi - Trakya Net Haber - Trakya'nın Sesi Elaze - Elaziz.net Erzinjane - Özsöz Gazetesi Erzurum - Erzurum Gazetesi Esquixequir - Eshaber - Eskişehir Sakarya Gaziantepe - Güncel Gazetesi - Olay Medya Guiressum - Giresun Işık - Özbulancak Gazetesi Cacari - Yüksekova Haber Hatai - Antakya Gazetesi - Hatay Gazetesi - Hürhaber - Kardelen Gazetesi - Kırıkhan Olay - Özyurt Eder - Çağdaş Gazetesi - Güven Gazetesi - Hudut Gazetesi - Yeşil Iğdır Gazetesi Isparta - Gülses - Isparta Manşet İskenderun - Güney Gazetesi Istambul - Ataköy Gazete - Bakırköy Postası - Beşiktaş Gazetesi - Bölge Gazetesi - Çağdaş Kadıköy - Gazete Beşiktaş - Gazete Boğaz - Güzel Vatan - Özden Gazetesi - Pendik Son Söz - Yaşam Gazetesi - Yerel Haber - Yöremiz | Esmirna - Aliağa Ekspres - Demokrat Aliağa - Demokrat Urla - Gazete Karşıyakalı - Haber Ekspres - Kuşadası Haber - Kuzey Ege - Menderes Postası - Menemen'in Sesi Cacramanemaraxe - Elbistan'ın Sesi - Kahraman Maraş Gazetesi - Kayzen - Kent Maraş Carse - Kars Postası - Siyasal Birikim Castamonu - Kastamonu Postası Caiseri - Kayseri Gündem - Kayseri Haber Querecale - Yeşilyurt Gazetesi Quilis - Kilis Postası Kocaeli - Bizim Kocaeli - Gebze Gazetesi - Gebze Haber - Haberci 41 - Kocaeli Gazetesi - Öncü Haber - Özgür Kocaeli - Yeni Haber Cônia - Çumra Postası - Hakimiyet - İlk Haber - İstasyon Gazetesi - Memleket Gazetesi - Merhaba Gazetesi - Pervasız (Akşehir) - Yeni Meram - Yeni Konya Caramânia - Anadolu Manşet - Karaman'da Uyanış - Yeşil Ermenek Cutáquia - Bizim Tavşanlı - Kütahya Gazetesi - Tavşanlı'nın Sesi - Tellal - Yeni Kütahya Malátia - Darende Haber - Malatya Haber - Son Söz Gazetesi Manissa - Manisa Haber Mersim - Güney Gazetesi - Mersin Tercüman Gazetesi - Tarsus Haber Mula - Bodrum Yarımada - Güney Ege - Marmaris Gündem - Marmaris Sun - Muğla Haber | Osmanie - Başak Gazetesi - Düziçi Erdem Gazetesi - Erdem Gazetesi Sacaria - Adapazarı Gazetesi - Bizim Sakarya - Sakarya Akşam Gazetesi - Sakarya Yenigün - Sakarya Yenihaber - Yeni Sakarya Samessum - Halk Gazetesi - Kuzey Haber Sirte - Siirt Mücadele Gazetesi Sivas - Sivas Haber - Sivas Postası - Gürün Haber - Sivas Hakikat - Yeni Ülke - Sularbasi-haber/Gürün Xanleurfa - Güneydoğu Gazetesi - Şanlıurfa - Urfa Haber - sivas haberler/urfa Tequirda - Çerkezköy Haber - Şarköy'ün Sesi Tocate - Yeşil Niksar Trebizonda - Bölgede Gündem - Hüryol - Karadeniz Gazetesi - Karadeniz Haber - Karadeniz'den Günebakış - Kuzey Ekspres Gazetesi - Taka - Türk Sesi Gazetesi Ialova - Yalova Life - Yalova 77 Iozgate - Sorgun Postası Zonguldaque - Değişim Gazetesi - Karabük Net - Zonguldak Net Karadeniz Ereğli - Değişim Gazetesi |

## Jornais não classificados
- TRAC
- Ayyıldız Gazetesi
- Başar Mevzuat (legal)
- Dental Gazete (dental)
- Ekonomik Çözüm (economics)

- Yurtsever

## Jornais online
- Gazeteport.com
- Güncel.net
- Spor gazeteleri